# Casa al costat de la plaça de les Eres (Calaf)
La Casa al costat de la plaça de les Eres és un edifici del municipi de Calaf (Anoia) que forma part de l'Inventari del Patrimoni Arquitectònic de Catalunya.

## Descripció
Es tracta d'una casa de construcció sòlida de planta baixa i dos pisos sostinguts per 3 columnes de pedra picada, de base quadrada, i que d'aquesta manera donen lloc a un porxo davant l'entrada. La façana de la casa ha estat arrebossada (sembla que també al llarg del temps ha patit reformes) i la coberta és a una vessant formant un petit ràfec a la part del davant. El porxo, té sostre pla, destacant d'estructura de l'embigat de fusta. Per l'estructura es pot datar al segle xviii.